# Rehberger
Rehberger je priimek več znanih Slovencev:
- Srečo Rehberger (*1961), športni plezalec in ekstremni smučar